# 三氟甲硫醇四甲基铵
三氟甲硫醇四甲基铵是一种有机硫化合物，化学式为[(CH3)4N]SCF3。它可以用于在有机化合物中引入三氟甲硫基（CF3S-）。

## 制备及反应
三氟甲硫醇四甲基铵可由三甲基三氟甲硅烷、四甲基氟化铵和硫单质在四氢呋喃或乙二醇二甲醚中反应得到：
8 (CH3)3SiCF3 + S8 + 8 [(CH3)4N]F → 8 [(CH3)4N]SCF3 + 8 (CH3)3SiF
它可以和芳基重氮盐反应，得到相应的芳基三氟甲硫醚；和芳胺反应得到异硫氰酸酯（RNCS）。